# Max Ratschow
Max Ratschow (* 7. August 1904 in Rostock; † 8. November 1963 in Darmstadt) war ein deutscher Mediziner und der Begründer der Angiologie.

## Leben
Ratschow war eines von fünf Kindern Ernst Ratschows (1865–1937), leitender Bankbeamter und Kaufmann, und Clara Hoffschlaegers (1878–1956, verh. Ratschow). Max Ratschow trat bereits als Schüler 1921 dem republikfeindlichen Deutschvölkischen Schutz- und Trutzbund bei. Nach einer Forstlehre studierte er ab 1924 Forstwissenschaften und bestand 1926 in Schwerin die Forstverwaltungsprüfung. Parallel dazu begann er ein Medizinstudium, das er an den Universitäten Rostock, Freiburg, Wien, München und Berlin absolvierte. 1930 wurde er an der Universität Breslau zum Dr. med. promoviert und war bis 1932 Assistenzarzt in Frankfurt am Main. Danach arbeitete er bis 1939 als Oberarzt in Hamburg und habilitierte sich 1936 an der Universität Kiel. Zum 1. Mai 1933 trat er der NSDAP bei (Mitgliedsnummer 2.817.843). Seit 1939 war er, mit Unterbrechungen durch den Kriegsdienst im Reservelazarett und als Truppenarzt, an der Universität Halle tätig und wurde dort 1943 apl. Professor.
Nach dem Krieg trat Ratschow der CDU bei. 1946 wurde er mit der Leitung der Medizinischen Poliklinik der Universität Halle beauftragt und 1948 zum ordentlichen Professor für Pathologische Physiologie berufen. Im Jahr 1950 wurde er zum Mitglied der Leopoldina gewählt. 1952 übersiedelte er in die Bundesrepublik, wo er eine Klinik für Gefäßkrankheiten einrichtete. Er wurde damit der Begründer der Angiologie in Deutschland. Seit 1953 war er Ordinarius für Innere Medizin und Direktor der Medizinischen Klinik Darmstadt. 1962 wurde er Honorarprofessor an der Universität Heidelberg. Ratschow starb an einem Herzinfarkt. Aus seiner Monographie Die peripheren Durchblutungsstörungen ging 1959 unter seiner Herausgeberschaft das Standardwerk Angiologie – Pathologie, Klinik und Therapie der peripheren Durchblutungsstörungen hervor. Als Ratschow-Lagerungsprobe wird ein von ihm eingeführter Test zur Diagnostik von Durchblutungsstörungen der unteren Extremität bezeichnet.
Das Klinikum Darmstadt hat die „Max-Ratschow-Klinik für Angiologie“ nach ihm benannt und die Kommune Darmstadt eine Straße.
Das „Curatorium Angiologiae Internationalis“ vergibt seit 1969 die „Ratschow Gedächtnismedaille“.

## Schriften (Auswahl)
- Experimentelle und klinische Untersuchungen über die künstliche Venenverödung, unter besonderer Berücksichtigung der Calorose. Breslau 1930.
- Die peripheren Durchblutungsstörungen. Steinkopff, Dresden 1939.
- Die Sexualhormone als Heilmittel innerer Krankheiten. Enke, Stuttgart 1942.
- Grundlagen zur Therapie der peripheren Durchblutungsstörungen. In: Deutsche medizinische Wochenschrift. 1950/1951, 4, S. 206 ff.
- als Hrsg. mit Leonhard Illig: Angiologie. Pathologie, Klinik und Therapie der peripheren Durchblutungsstörungen. Thieme, Stuttgart 1959.
- Durchblutungsstörungen und Auge. Enke, Stuttgart 1962.